# Adula schmidtii
Adula schmidtii is een tweekleppigensoort uit de familie van de Mytilidae. De wetenschappelijke naam van de soort is voor het eerst geldig gepubliceerd in 1867 door Schrenck.